# Tycho Mommsen

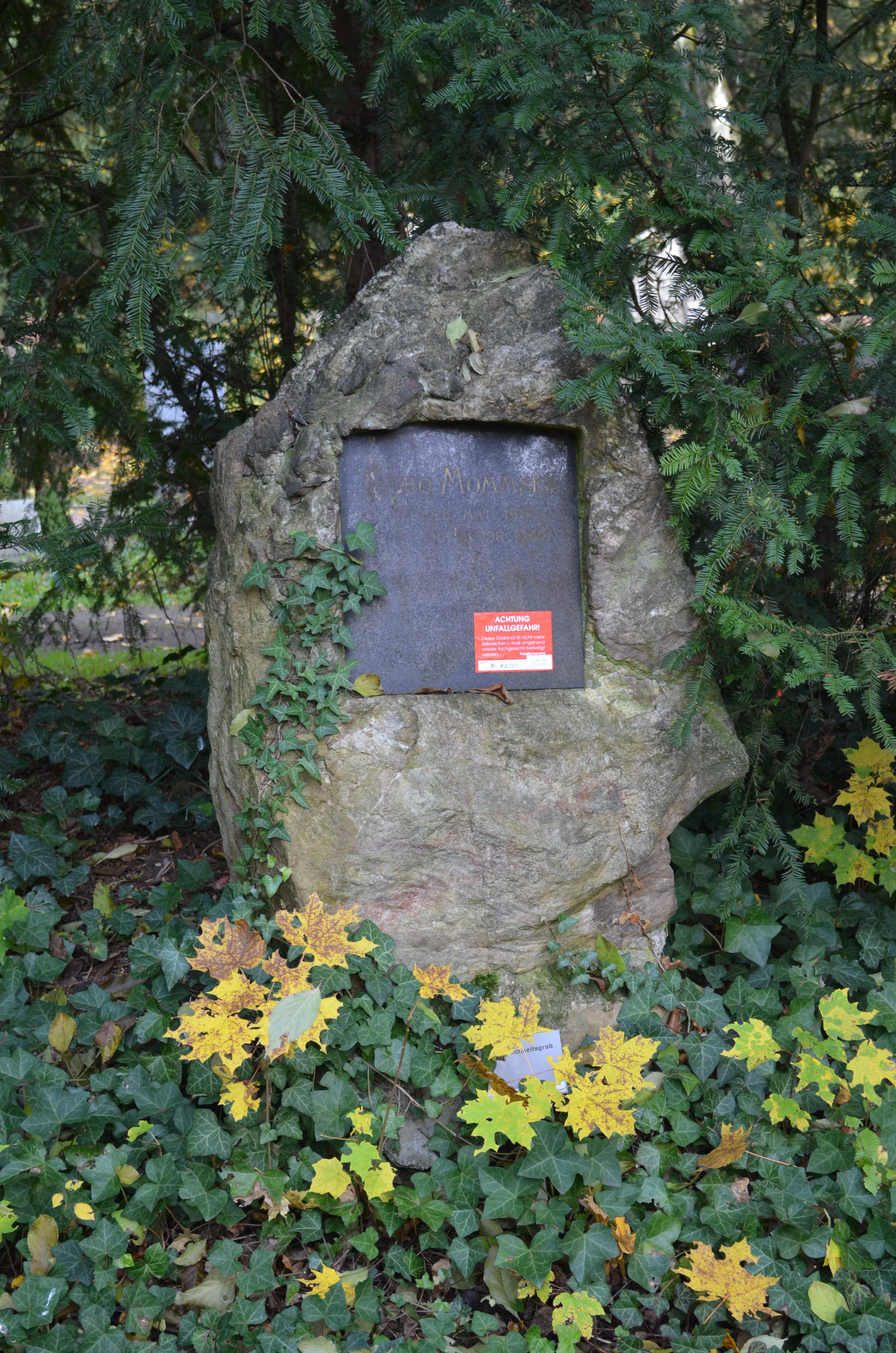
Grab von Tycho Mommsen auf dem Hauptfriedhof (Frankfurt am Main)

Carl Johannes Tycho Mommsen (* 23. Mai 1819 in Garding, Schleswig-Holstein; † 30. November 1900 in Frankfurt am Main) war ein deutscher Altphilologe und Gymnasialdirektor.

## Leben
Tycho Mommsen war der Sohn des Pastors Jens Mommsen und der Sophie Elisabeth Krumbhaar und hatte zwei Brüder und eine Schwester. Sein älterer Bruder war der Historiker und Literaturnobelpreisträger Theodor Mommsen, der jüngere Bruder August Mommsen war Altphilologe. Die Familie übersiedelte 1821 nach Oldesloe. Ab 1834 besuchten die Brüder das Christianeum in Altona.
Von hier ging er an die Universität Kiel, um Philologie zu studieren. Hier lernte er 1839 den Dichter Theodor Storm kennen und veröffentlichte zusammen mit ihm und seinem Bruder Theodor 1843 das Liederbuch dreier Freunde.
Nach seiner Heirat mit der Advokatentochter Franziska de Boor (1824–1902) im April 1849 wurde er Lehrer am Gymnasium in Husum. Nach der Schleswig-Holsteinischen Erhebung gehörte er 1850 zu den im Herzogtum Schleswig von der dänischen Regierung Entlassenen, musste Husum verlassen und ging zunächst nach Altona im Herzogtum Holstein. Ostern 1851 wurde er Lehrer am Realgymnasium in Eisenach.
Nach einer Zeit als Rektor der Bürgerschule in Oldenburg war er von 1864 bis 1886 Direktor des städtischen Gymnasiums in Frankfurt am Main. Einen Ruf auf eine Professur an der Universität Magdeburg lehnte er ab, da sein Gehalt als Gymnasialdirektor höher war. Er starb am 3. Dezember 1900 in Frankfurt. Sein Grab befindet sich auf dem Frankfurter Hauptfriedhof (Gewann F 1608).
Mommsens Ehefrau war die Tochter des Advokaten Carl Friedrich de Boor (1776–1848). Das Paar hatte acht Kinder. Der Sohn Jens Mommsen (1852–1922) war Arzt, die Tochter Emma Kathinka (1857–1943) heiratete ihren Cousin, den Archivar Albert de Boor (1852–1945).

## Werke
- [Kommentierte Übersetzung] Pindaros, Kiel 1845 (Leipzig 1846, mit Anmerkungen Berlin 1864)
- Der Perkins-Shakespeare, Berlin 1854
- Die Kunst des Übersetzens aus neueren Sprachen, Oldenburg 1858
- [Kritische Ausgabe] Shakespeare, Romeo und Julia, Oldenburg 1859
- Bemerkungen über Kritik, Exegese und Versabtheilung bei Pindar, Oldenburg 1863 [39 S.]
- Bemerkungen zum ersten Buche der Satiren des Horaz, Frankfurt 1871 [30 S.]
- Beiträge zu der Lehre von den griechischen Präpositionen, Berlin 1895 [X, 846 S.]